# Teustepe
Teustepe är en kommun (municipio) i Nicaragua med 30 232 invånare. Den ligger i den centrala delen av landet i departementet Boaco, 70 kilometer nordost om Managua. Teustepe är en jordbruksbygd med omfattande boskapsskötsel.

## Geografi
Teustepe gränsar till kommunerna Ciudad Darío och San José de los Remates i norr, Santa Lucía och Boaco i öster, San Lorenzo i sydost samt Tipitapa i väster. Kommunen har ett torrt klimat. Floden Malacatoya rinner genom kommunen från öster till väster, där den rinner ut i Las Canoas reservoaren, som konstruerades på 1980-talet för att bevattna sockerrörsfälten. Kommunen centralort, Teustepe, med cirka 5 000 invånare, ligger i mitten av kommunen på flodens norra strand.

## Historia
Teustepe var ett av de många indiansamhällen som redan existerade vid tiden för spanjorernas erövring av Nicaragua, nämnd i landets första taxeringslängd från 1548. Samhället låg då en kilometer öster om den nuvarande platsen kommunhuvudorten, på den plats som nu heter El Tamarindo. 
Teustepe förflyttades 1896 från departementet Chontales till departementet Managua, men blev senare åter en del av Chontales till dess att det nya departementet Boaco bildades 1936. Teustepe fick stadsrättigheter 1970.

## Religion
Teustepe har en vacker vit och blåmålad kyrka som ligger på östra sidan av stadens centralpark. Kyrkan är helgad åt Sankta Rita av Cascia, och kommunens festdagar är därför den 18-23 mars i åminnelse av henne.